# Johan Holmqvist
Johan Erik Daniel Holmqvist (ur. 24 maja 1978 w Tierp) – szwedzki bramkarz hokejowy. Reprezentant Szwecji.

## Kariera
- Tierps HK (1993–1996)
- Brynäs IF (1996–2000)
- Hartford Wolf Pack (2000–2003)
- New York Rangers (2000, 2002)
- Charlotte Checkers (2003)
- Houston Aeros (2003–2004)
- Brynäs (2004–2006)
- Tampa Bay Lightning (2006–2008)
- Dallas Stars (2008)
- Frölunda HC (2008–2011)
- Brynäs (2011-2014)
- Almtuna IS (2014–2015)
- Brynäs (2015)
- Karlskrona HK (2015-2018)

Wychowanek klubu Tierps HK w rodzinnym mieście. W drafcie NHL z 1997 został wybrany przez New York Rangers. W barwach tej drużyny oraz innych grał w lidze NHL i w zespołach farmerskich AHL. Od 2008 ponownie występuje w Szwecji. Wieloletni zawodnik klubu Brynäs w lidze Elitserien, ponownie od kwietnia 2010. Od 2015 zawodnik Karlskrona HK.
Uczestniczył w turniejach mistrzostw świata w 2005, 2006, 2009,

## Sukcesy
Reprezentacyjne
- Brązowy medal mistrzostw Europy juniorów do lat 18: 1996
- Złoty medal mistrzostw świata: 2006
- Brązowy medal mistrzostw świata: 2009

Klubowe
- Złoty medal mistrzostw Szwecji: 1999, 2012 z Brynäs
- Mistrzostwo dywizji AHL: 2003 z Houston Aeros
- Norman R. „Bud” Poile Trophy: 2003 z Houston Aeros
- Mistrzostwo konferencji AHL: 2003 z Houston Aeros
- Puchar Caldera - mistrzostwo AHL: 2003 z Houston Aeros

Indywidualne
- Elitserien 1997/1998:
  - Årets Junior - najlepszy szwedzki junior sezonu
- AHL 2002/2003:
  - Jack A. Butterfield Trophy - nagroda dla Najbardziej Wartościowego Zawodnika (MVP) w fazie play-off
- Elitserien 2005/2006:
  - Pierwsze miejsce w klasyfikacji średniej goli straconych na mecz
  - Trofeum Honkena - nagroda dla najlepszego bramkarza sezonu
  - Skład gwiazd
- Elitserien 2008/2009:
  - Trofeum Honkena - nagroda dla najlepszego bramkarza sezonu
- Mistrzostwa Świata w Hokeju na Lodzie 2006/Elita:
  - Skład gwiazd turnieju
  - Najlepszy bramkarz turnieju